# Milíčovice
Milíčovice település Csehországban, a Znojmói járásban. Milíčovice Horní Břečkov, Vracovice, Bezkov, Citonice, Olbramkostel és Žerůtky településekkel határos. Lakosainak száma 200 fő (2024. január 1.).

## Népesség
A település lakosságának változását az alábbi diagram mutatja:
| Lakosok száma | 332  | 302  | 300  | 277  | 230  | 209  | 207  | 205  | 204  | 200  |
|               | 1869 | 1890 | 1921 | 1950 | 1980 | 2001 | 2017 | 2019 | 2022 | 2024 |